# Красносельский (Новосибирская область)
Красносельский — посёлок в Карасукском районе Новосибирской области. Входит в состав Михайловского сельсовета.

## География
Площадь посёлка — 34 гектара

## Население
| 2002 | 2007 | 2010 |
| ---- | ---- | ---- |
| 132  | ↗151 | ↗209 |

## История
В 1928 г. посёлок Царско-Сельский состоял из 65 хозяйств, основное население — украинцы. Центр Царско-Сельского сельсовета Черно-Курьинского района Славгородского округа Сибирского края.

## Инфраструктура
В посёлке по данным на 2007 год отсутствует социальная инфраструктура.